# رباط الشعري (إب)
رباط الشعري هي إحدى قرى الجمهورية اليمنية. تتبع جغرافيا لمحافظة إب وإداريًا لمديرية يريم. يبلغ تعداد سكانها 2865 نسمة حسب الإحصاء الذي أجري عام 2004.